# Novedades Carminha
Novedades Carminha est un groupe espagnol de punk rock, originaire de Saint-Jacques-de-Compostelle, en Galice, actif entre 2007 et 2022. Le nom du groupe est un hommage à « Carminha » et à son magasin de lingerie (« tout très intime et chaleureux ») situé dans la vieille ville de Saint-Jacques-de-Compostelle.

## Histoire
Après avoir commencé à collaborer avec des groupes tels que Los Iribarnes et Ataque Escampe, ils enregistrent leur première démo, Grandes éxitos, au studio Pousada Son à Ames (La Corogne), au début de l'année 2008. La même année, ils publient le morceau Vai ao caralho dans la compilation Matado por la muerte, publiée par Bowery Records.
Leur album studio Jódete y baila (Lixo Urbano), sort en avril 2011. L'album est enregistré aux studios Tigruss, à Gandia (Valence) et masterisé par Michael Tucci aux studios Masterdisk à New York.
Toujours en 2011, ils collaborent avec une reprise de la chanson Yo quiero ser Alaska (de Los Ratones) dans Never Trust a Punk, Volume III, une compilation publiée par Rumble Records. En 2014, ils signent avec Ernie et leur troisième album, Juventud infinita, sort, contenant dix nouvelles chansons produites par Ángel Kaplan (Doctor Explosión, Bubblegum, Peralta) à Gijón et masterisées par Noel Summerville (The White Stripes, Black Lips, My Bloody Valentine...) dans son studio londonien.
Campeones del mundo (Ernie Records), qui sort en mars 2016, est un nouvel album qui se concentre sur le dance rock 'n' roll, en incorporant de nouveaux éléments à leur son. Ils reprennent l'un des classiques de la musique tropicale, paraphrasent Los Chichos, abordent le boléro-rock en dix chansons qui représentent un tournant dans la carrière du groupe. Il est enregistré aux studios La Mina, à Séville. En septembre 2016, ils sortent le premier clip pornographique en Espagne pour leur morceau Ritmo en la sangre avec les acteurs Amarna Miller et Sylvan. En mai 2019, ils sortent El increíble finde menguante, un film qui reprend trois chansons de leur discographie : Te quiero igual, El vivo al baile et Juventud infinita. 
En juin 2021, ils sortent un nouveau single, Típica cara, premier aperçu de ce qui sera leur sixième album studio. Le 21 mars 2022, ils annoncent une pause indéfinie dans leur activité artistique après 14 ans et cinq albums « pour souffler, reprendre des forces « et, si nécessaire » pour pouvoir se revoir ». En 2023, Carlos Pereiro sort son premier album solo sous le nom de Carlangas. 

## Style musical
Leur style musical est clairement influencé par les groupes de punk rock et de garage rock qui ont émergé au Royaume-Uni et aux États-Unis à la fin des années 1970, ainsi que par certains groupes espagnols des années quatre-vingt (Siniestro Total, Pegamoides, etc.) Le nom du groupe est un hommage à « Carminha » et à son magasin de lingerie (« tout très intime et chaleureux ») situé dans la vieille ville de Carminha.
Leur style va des mélodies attrayantes avec un sens de l'humour à la simplicité des riffs de quatre guitares et des refrains mordants. Leurs concerts puissants sont la preuve que le groupe parvient à créer une atmosphère qui encourage le public à participer et à se sentir partie prenante du concert.

## Membres
- Carlos Pereiro « Carlangas » – guitare, chant
- Adrián Díaz Bóveda « Jarri » – basse, chant
- Xavi G. Pereiro – batterie, chant
- Anxo Rodriguez Ferreira – guitare, clavier, samples, voix

## Discographie
- 2008 : Grandes éxitos (cassette démo) (auto-édition)
- 2009 : Te vas con cualquiera (Lixo Urbano / Rumble Records ; LP vinyle de 12 morceaux) (Bowery Records)
- 2010 : Sinceramente Carminha (EP vinyles de 7 morceaux) (Bowery Records)
- 2011 : Jódete y baila (Lixo Urbano)
- 2014 : Juventud infinita (Ernie Records)
- 2016 : Campeones del mundo (Ernie Records)
- 2019 : Ultraligero (Ernie Records)

### Collaborations
- 2008 : Vai ao caralho sur la compilition Matado por la muerte (Bowery Records)
- 2009 : Mata ao teu pai sur la compilition Vozes novas
- 2010 : Santiago Apóstol sur la compilition Galician Bizarre
- 2011 : Yo quiero ser Alaska (de Los Ratones) sur Never trust a punk, volumen III (Rumble Records)
- 2019 : Ya no te veo (Dellafuente)